# Campionatele europene de gimnastică feminină din 1973
Campionatele europene de gimnastică feminină din 1973, care au reprezentat a noua ediție a competiției gimnasticii artistice feminine a "bătrânului continent", au avut loc în orașul Londra, capitala Marii Britanii.
Datorită valorii mondiale a gimnasticii europene, campionatele europene de gimnastică feminină au coincis, pentru foarte mulți ani, cu replica sa mondială.